# 봄 (모네)
봄(프랑스어: Printemps) 또는 책 읽는 여인(프랑스어: La Liseuse)는 프랑스 인상파 화가 클로드 모네가 1872년에 그린 그림이다. 이 그림은 모네의 첫 번째 아내인 카미유 동시외가 라일락 캐노피 아래 앉아 책을 읽는 모습을 묘사하고 있다. 현재 미국 볼티모어의 월터스 미술관에 소장되어 있다.
이 작품에서 카미유는 라일락이 드리워진 캐노피 아래에 고요히 앉아 있다. 카미유의 얼굴과 외형에 훨씬 가깝게 초점이 맞춰져 있는데 이는 카미유를 그린 후대의 작품에서 나이 들고 덜 매력적으로 담았던 것과는 다른 묘사다. 나무 사이로는 햇빛이 비치며, 지면과 모슬린 드레스에 빛줄기를 만들어 낸다. 가정생활의 매혹적인 한 순간을 표현한 작품으로 볼 수 있다.

## 역사
이 그림에서 클로드 모네는 첫 번째 아내인 카미유 동시외를 모델로 삼았다. 카미유와 클로드 모네는 1870년에 결혼했다. 그 전까지 카미유는 모네의 정부(情婦)였으며, 1860년대~1870년대 모네의 인물화 모델로 활동했다. 카미유는 모델로서 남다른 재능을 지녔다고 하며, 오귀스트 르누아르와 에두아르 마네 등 동료 화가의 모델로도 활동했다고 한다.
1871년 말, 모네와 카미유는 파리 북서쪽에 있는 마을인 아르장퇴유에 정착했다. 이 마을은 도시의 즐거움을 추구하는 사람들에게 인기 있는 휴양지였다. 모네의 곁에는 동료 화가들이 자주 합류했고, 아르장퇴유는 인상파 화가들의 마을로서 거듭났다. 1872년 봄, 모네는 자신의 정원에서 여러 그림을 그리기 시작하였는데, 카미유와 알프레드 시슬레의 동반자였던 아델라이드외제니 레스쿠제크(Adélaïde-Eugénie Lescouezec)가 자주 모델로 등장하였다.
1876년 3월 30일부터 4월 30일까지 파리의 뒤랑뤼엘 갤러리에서 인상파 화가들이 '봄'을 주제로 한 전시가 기획되었다. 모네는 총 18점의 그림을 전시하였는데, 그 중 6점은 카미유가 포즈를 취한 그림이었다. 전시 당시에는 〈봄〉이 아닌 〈책 읽는 여인〉이라는 제목으로 널리 알려졌다.
모네의 두 번째 아내였던 알리스 오슈데는 재혼 후 모네에게 카미유와의 사진이나 추억이 담긴 물건을 모두 없애달라고 부탁하였다. 따라서 현재까지 전해지는 카미유의 모습은 모네가 그림으로 남긴 것이 거의 대부분을 차지하게 되었다.

## 같이 보기
- 클로드 모네의 작품 목록